# Jacob Feldborg Andersen
Jacob Feldborg Andersen (født 25. august 2001 i Odense) er en dansk ungdomspolitiker. I marts 2025 blev han valgt som landsformand for Konservativ Ungdom, hvor han fra 2023 til 2025 var menigt medlem af landsorganisationens forretningsudvalg og fra 2022 til 2023 formand for hovedbestyrelsen. Jacob Feldborg Andersen har desuden været næstformand for Konservative Studerendes Landsorganisation fra 2023 til 2024. 